# 文城乡 (遂平县)
文城乡，是中华人民共和国河南省驻马店市遂平县下辖的一个乡镇级行政单位。

## 历史
文城乡是古房国所在地，是中华民族人文始祖嫘祖的故乡。据《史记·五帝本纪》，嫘祖为黄帝之原配正妻 ，出自西陵氏（今河南驻马店市遂平县文城乡附近）方雷氏。嫘祖是女娲氏之孙媳，女娲房（古代男兴称庙，女性称房）亦位于西陵氏境内，因此又名房国、房子国、方国 （古代方、房互假） 。嫘祖六氏孙帝尧陶唐氏之子丹朱的儿子陵也分封于此，为房侯 。房国也是春秋时期天下第一宝剑--棠溪宝剑产地 , 。
明洪武二十四年（1391年）朱元璋封二十三子朱桱为唐王，在河南南阳建唐王府，建立唐国。在房国置文城郡，封文城郡王。
民国元年（1912年），置白泉保。民国十五年（1926年），属四区。民国二十五年（1936年），属三区。民国三十年（1941年），建文城镇。
1949年，置第四区。
1956年，改为文城中心乡。
1958年，成立文城公社。
1975年8月，驻马店地区连降特大暴雨，汝河上游板桥水库、石曼滩水库等62座水库垮坝，史称“河南‘75·8’水库溃坝”。当时首当其冲的就是文城公社，全社3.6万人，死绝227户，9600人遇难。据当时的文城公社魏湾大队书记吴富堂回忆自己死里逃生的经历时说：“举目四望，一片汪洋大海，看不到一个村庄或一所房屋，只见水面上漂著很多死牛、死马和人的尸体，浑身光光，从我们身边漂过。我的心碎了，村上的人完了！家里的老老少少完了！哭，已经哭不出来了，叫也叫不出声来了。”
“我们大队原有375户人家，1976口人，这次被洪水淹死929人。23户人家全家遇难，17个孩子变成孤儿，156人失去妻子或丈夫。”
1983年，撤销文城公社，改为文城乡。

## 行政区划
文城乡下辖以下地区：
文城村、官庄村、黄西河村、靳庄村、马楼村、马庄村、前湖村、前李村、上仓村、王来宾村、王楼村、王庄村、魏湾村、东营村、吴庄村和先庄村。